# Ablabera lutaria
Ablabera lutaria är en skalbaggsart som beskrevs av Edgar von Harold 1869. Ablabera lutaria ingår i släktet Ablabera och familjen Melolonthidae. Inga underarter finns listade i Catalogue of Life.